# Sam Stout
Samuel James Stout (født 23. april 1984 i London Ontario i Canada) er en pensioneret canadisk MMA-udøver fra London, Ontario. Han er kendt for sine 20 kampe for Ultimate Fighting Championship (UFC). Han er tidligere TKO Lightweight-mester.

## Baggrund
Stout er fra London Ontario i Canada og begyndte at træne karate og kickboxing da han var 14 år gammel. Han har også konkurreret i professionel kickboxing, hvor han opbyggede en rekordliste på 16-4 med en sejr over Kotetsu Boku i K-1 Max . 

## MMA-karriere
Stout fik sin UFC-debut på UFC 58: USA vs Canada. Selvom Stout oprindeligt var planlagt til at møde Kenny Florian, træk Florian sig ud af kampen på grund af rygskader. Med kort varsel blev Spencer Fisher   - fra den prestigefyldte Miletich Fighting Systems camp  - enige om at erstatte den skadede Florian. Stout og Fisher kæmpede i tre actionfyldte omgange hvor Stout vandt en delt afgørelse. Selv om kampen ikke blev sendt på pay-per-view-udsendelsen, er kampen siden blevet vist i episoder af UFC Unleashed. Kampen blev afstemt til at være #16 på UFCs 100 greatest fights show.
I Stouts tilbagevenden til UFC i hovedbegivenheden på UFC Fight Night 10 blev han besejret i en revanchekamp af Spencer Fisher via enstemmig afgørelse. Senere på UFC 80 besejrede han Per Eklund fra Sverige via enstemmig afgørelse. Stout tabte via delt afgørelse til Rich Clementi på UFC 83 i Montreal i Quebec, Canada. Dommerstemmerne var 29-27 Clementi, 29-28 Stout og 29-28 Clementi.
Stout blev besejret af Jeremy Stephens via delt afgørelse på UFC 113 i sit hjemland Canada. Kampen vandt Night of the Night, der gav Stout sin femte og gjorde at han havde fået lige så mange som Tyson Griffin for flest Fight of the Night-bonuspriser i UFCs historie.
Stout skulle have mødt Paul Kelly den 5. februar 2011 på UFC 126.  Imidlertid blev Stout tvunget ud af kampen med en skade og erstattet af Donald Cerrone . 
Stout skulle have mødt Dennis Siver den 29. oktober 2011 på UFC 137.  Det blev dog meddelt den 29. august 2011, at Stout havde trukket sig ud af kampen. 
Stout mødte Thiago Tavares den 14. januar 2012 på UFC 142.  Stout mistede tabte kampen tæt via enstemmig afgørelse (29-28, 29-28, 29-28).
Stout mødte den Strikeforce-importerede kæmper Caros Fodor den 23. februar 2013 på UFC 157 .  Stout besejrede Fodor via delt afgørelse.
Stout skulle have mødt Isaac Vallie-Flagg den 15. juni 2013 på UFC 161 .  Vallie-Flagg blev imidlertid tvunget ud på grund af en rygskade og blev erstattet af James Krause.  Han tabte en lige kamp via submission i tredje omgang i en kamp, der blev tildelt begge kæmere Fight of the Night-bonusprisen.
Stout mødte Cody McKenzie den 14. december 2013 på UFC på Fox 9 .  Han vandt kampen via enstemmig afgørelse.
Stout mødte KJ Noons i en welterweight.kamp den 16. april 2014 på The Ultimate Fighter Nations Finale.   Han tabte kampen via knockout i første omgang.
Stout mødte Ross Pearson den 14. marts 2015 på UFC 185 .  Stout tabte kampen via knockout i anden omgang, efter at han blev slået ned med et venstre hook afsluttet med en højre hånd på jorden. 
Stout mødte Frankie Perez på UFC Fight Night 74 den 23. august 2015.  Han tabte kampen via knockout i første omgang. 
Stout annoncerede sin pensionering fra MMA i september 2015. 

## Velgørenhedsarbejde
Stout har været involveret i samarbejde med adskillige andre UFC-kæmpere (Sean Pierson, Mark Hominick og Matt Mitrione) som en del af et Toronto-mobbningsprogram. 

## Mesterskaber og præmier
- Ultimate Fighting Championship
  - Fight of the Night (6 gange)
  - Knockout of the Night (1 gang)
- TKO Major League MMA
  - TKO Lightweight Championship (1 gang, med fire forsvar, efterfølgende gjorde han titlen ledig)

## MMA-rekordliste
| Professionel rekordliste |          |             |
| 33 kampe                 | 20 sejre | 12 nederlag |
| Ved knockout             | 9        | 3           |
| Ved submission           | 1        | 3           |
| Ved dommerafgørelse      | 10       | 6           |
| Uafgjort                 | 1        | 1           |